# Piper gallatlyi
Piper gallatlyi är en pepparväxtart som beskrevs av C. Dc.. Piper gallatlyi ingår i släktet Piper och familjen pepparväxter. Inga underarter finns listade i Catalogue of Life.